# Эффект Поккельса

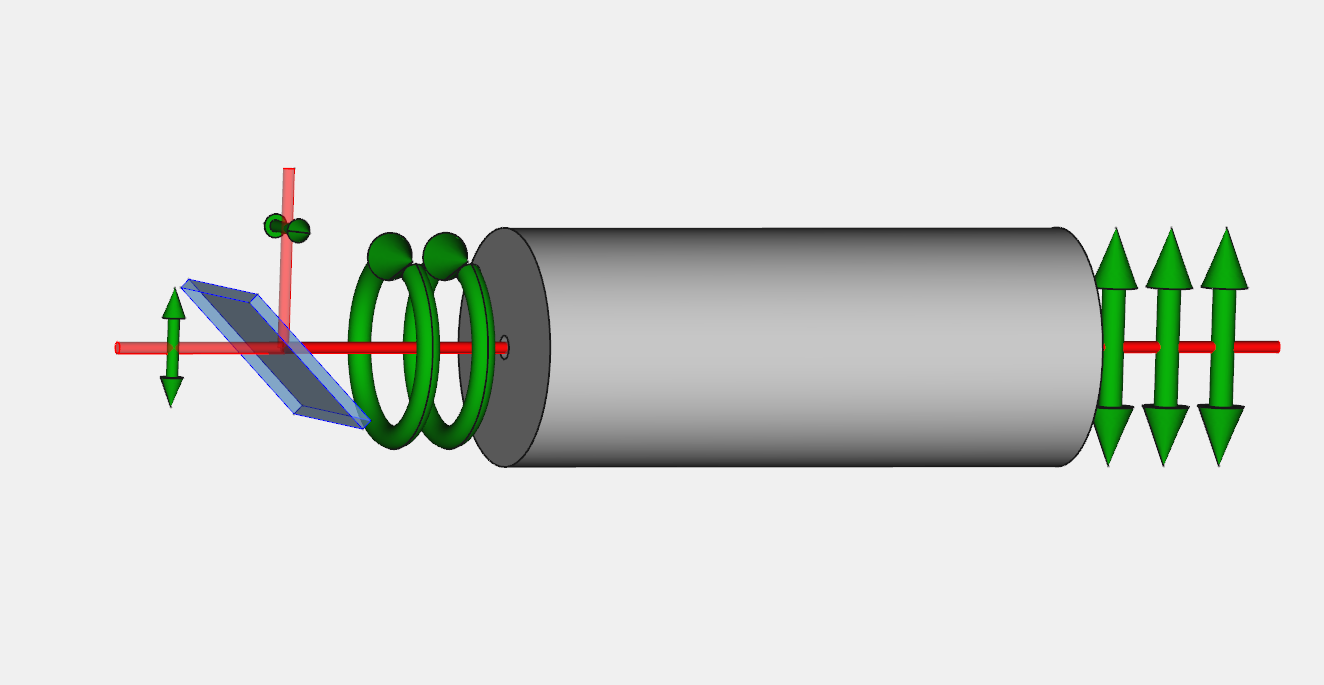
Схема ячейки Поккельса, модулирующая поляризацию света. В этом случае ячейка Поккельса действует как четвертьволновая пластинка преобразующая свет с линейной поляризацией в свет с круговой поляризацией. С использованием окна Брюстера (изображено слева) изменение поляризации преобразуется в изменение интенсивности пучка, так как передаётся только вертикально поляризованная компонента излучения.

Эффе́кт По́ккельса (электрооптический эффект Поккельса) — явление возникновения двойного лучепреломления в некоторых оптических средах при наложении постоянного или переменного электрического поля. Он отличается от эффекта Керра тем, что степень двойного лучепреломления прямо пропорционально приложенному электрическому полю, в то время как эффект Керра квадратично зависит от поля.
Эффект Поккельса наблюдается только в кристаллах, не обладающих центром симметрии: в силу линейности при изменении направления поля эффект должен менять знак, что невозможно в центрально-симметричных телах. Эффект сильнее проявляется в кристаллах ниобата лития или арсенида галлия.
Эффект назван в честь Ф. Поккельса, изучившего это явление в 1893 году.

## Применение
Эффект Поккельса, как и эффект Керра, практически безынерционен (быстродействие порядка 10−10 с). Благодаря этому он находит активное применение для создания сверхбыстродействующих оптических модуляторов. Такой модулятор с применением эффекта Поккельса называется ячейкой Поккельса и представляет собой кристалл, помещенный между двумя скрещёнными николями. Николи не пропускают свет при отсутствии электрического поля, а при наложении поля возникает пропускание.
Внешнее электрическое поле может быть или перпендикулярно (так называемый поперечный модулятор) или параллельно (продольный модулятор) распространению света.
Промышленно выпускаются ячейки Поккельса с использованием кристаллов KD*P, KTP, DKDP, BBO (β-BaB2O4), CdTe.